# Pentium
Pentium är en processorserie från Intel. Den är en utveckling av äldre mikroprocessorer från Intel såsom 8088, 8086, 80286, 80386 och 80486. Datorer byggda kring dessa processorer brukar kallas PC-kompatibla. Intel Pentium arbetar enligt x86-strukturen.
Det finns andra tillverkare av processorer med samma instruktionsuppsättning, t.ex. AMD med sina K5- och K6-processorer. Datorer med sådana processorer kunde vid den tiden betraktas som PC-kompatibla, vilket vid tidigare tillfällen var en sanning med modifikation.
Den första pentiumprocessorn lanserades 22 mars 1993. Pentium var Intels första processor som hade flera pipelines. Den hade två pipelines som var fem steg långa.
Pentiumprocessorn hade två kända konstruktionsfel. Det första, den så kallade FDIV-buggen, innebar att flyttalsberäkningar med divisioner kunde ge felaktiga resultat. Den andra, F00F-buggen, innebar att en viss instruktion gjorde att hela processorn låste sig tills datorn manuellt startades om.
Pentium-processorn kompletterades 1995 av Pentium Pro och ersattes helt av Pentium II 1997.
|                         | Pentium                  | Pentium      | Pentium      | Pentium      | Pentium      | Pentium      | Pentium      | Pentium      | Pentium      | Pentium      | Pentium      |
| ----------------------- | ------------------------ | ------------ | ------------ | ------------ | ------------ | ------------ | ------------ | ------------ | ------------ | ------------ | ------------ |
| Generell information    | Tillverkare              | Intel        | Intel        | Intel        | Intel        | Intel        | Intel        | Intel        | Intel        | Intel        | Intel        |
| Generell information    | Kodnamn                  | P5           | P5           | P54C         | P54C         | P54C         | P54C         | P54C         | P54C         | P54C         | P54C         |
| Generell information    | Version                  | P60          | P66          | P75          | P90          | P100         | P120         | P133         | P150         | P166         | P200         |
| Generell information    | Introducerad             | mar 1993     | mar 1993     | okt 1994     | mar 1994     | mar 1994     | mar 1995     | jun 1995     | jan 1996     | jan 1996     | jun 1996     |
| Generell information    | Processorhastighet (MHz) | 60           | 66           | 75           | 90           | 100          | 120          | 133          | 150          | 166          | 200          |
| Fysiska specifikationer | Processteknologi         | Bipolär CMOS | Bipolär CMOS | Bipolär CMOS | Bipolär CMOS | Bipolär CMOS | Bipolär CMOS | Bipolär CMOS | Bipolär CMOS | Bipolär CMOS | Bipolär CMOS |
| Fysiska specifikationer | Kretstjocklek (μ)        | 0,8          | 0,8          | 0,6          | 0,6          | 0,6          | 0,6/0,35     | 0,35         | 0,35         | 0,35         | 0,35         |
| Fysiska specifikationer | Storlek (mm²)            | 295          | 295          | 147          | 147          | 147          | 147/90       | 90           | 90           | 90           | 90           |
| Fysiska specifikationer | Transistorer (miljoner)  | 3,1          | 3,1          | 3,2          | 3,2          | 3,2          | 3,2          | 3,3          | 3,3          | 3,3          | 3,3          |
| Extern arkitektur       | Databuss (bitar)         | 64           | 64           | 64           | 64           | 64           | 64           | 64           | 64           | 64           | 64           |
| Extern arkitektur       | Adressbuss (bitar)       | 32           | 32           | 32           | 32           | 32           | 32           | 32           | 32           | 32           | 32           |
| Extern arkitektur       | Max adresserbart minne   | 4 GB         | 4 GB         | 4 GB         | 4 GB         | 4 GB         | 4 GB         | 4 GB         | 4 GB         | 4 GB         | 4 GB         |

|                         | Pentium MMX              | Pentium MMX     | Pentium MMX     | Pentium MMX     | Pentium MMX | Pentium MMX | Pentium MMX | Pentium MMX | Pentium MMX | Pentium MMX | Pentium MMX |
| ----------------------- | ------------------------ | --------------- | --------------- | --------------- | ----------- | ----------- | ----------- | ----------- | ----------- | ----------- | ----------- |
| Generell information    | Tillverkare              | Intel           | Intel           | Intel           | Intel       | Intel       |             |             |             |             |             |
| Generell information    | Kodnamn                  | P55C            | P55C            | P55C            | P55C        |             |             |             |             |             |             |
| Generell information    | Version                  | Pentium MMX 166 | Pentium MMX 200 | Pentium MMX 233 |             |             |             |             |             |             |             |
| Generell information    | Introducerad             | jan 1997        | jan 1997        | jun 1997        |             |             |             |             |             |             |             |
| Generell information    | Processorhastighet (MHz) | 166             | 200             | 233             |             |             |             |             |             |             |             |
| Fysiska specifikationer | Processteknologi         | CMOS            | CMOS            | CMOS            | CMOS        | CMOS        | CMOS        | CMOS        | CMOS        | CMOS        | CMOS        |
| Fysiska specifikationer | Kretstjocklek (μ)        | 0,35            | 0,35            | 0,35            | 0,35        |             |             |             |             |             |             |
| Fysiska specifikationer | Storlek (mm²)            | 141             | 141             | 141             | 141         |             |             |             |             |             |             |
| Fysiska specifikationer | Transistorer (miljoner)  | 4,5             | 4,5             | 4,5             | 4,5         |             |             |             |             |             |             |
| Extern arkitektur       | Databuss (bitar)         | 64              | 64              | 64              | 64          |             |             |             |             |             |             |
| Extern arkitektur       | Adressbuss (bitar)       | 32              | 32              | 32              | 32          |             |             |             |             |             |             |
| Extern arkitektur       | Max adresserbart minne   | 4 GB            | 4 GB            | 4 GB            | 4 GB        |             |             |             |             |             |             |